# مخین
مخین، روستایی است از توابع بخش قطور و در شهرستان خوی استان آذربایجان غربی ایران.

## جمعیت
این روستا در دهستان قطور قرار داشته و بر اساس سرشماری سال ۱۳۸۵ جمعیت آن ۱۱۷۰ نفر (۲۲۹ خانوار)
بوده‌است.